# Daniel Vasile
Daniel Vasile (n. 23 ianuarie 1974, Buzescu, România) este un deputat român, ales în 2016.